# O Imperador de Jade

O Imperador de Jade (玉皇 Pinyin: Yù Huáng ou 玉帝 Yù Dì), de acordo com a mitologia chinesa, é o senhor dos céus (Tian) e de todos os domínios de existência abaixo, incluindo o homem e o Inferno (Diyu). É um dos mais importantes deuses do panteão da religião tradicional chinesa. Também é conhecido por diversos outros nomes, como: Vovô Céu (天公 Tiān Gōng), usado por seus súditos; Puro Augusto Imperador de Jade ou Augusto Personagem de Jade (玉皇上帝 Yu Huang Shangdi ou 玉皇大帝 Yu Huang Dadi); O Grande Soberano de Xuanling; e os títulos formais raramente usados Perdoador da Paz, Exaltado Espírito Augusto, Antigo Buda, Mais Honorável e Pio, Sua Alteza o Imperador de Jade e Grande Soberano de Xuanling (太平普度皇靈中天至聖仁義古佛玉皇大天尊).
Uma cratera na lua de Saturno, Reia, descoberto pela Voyager 2, recebeu seu nome.

## Mitologia chinesa

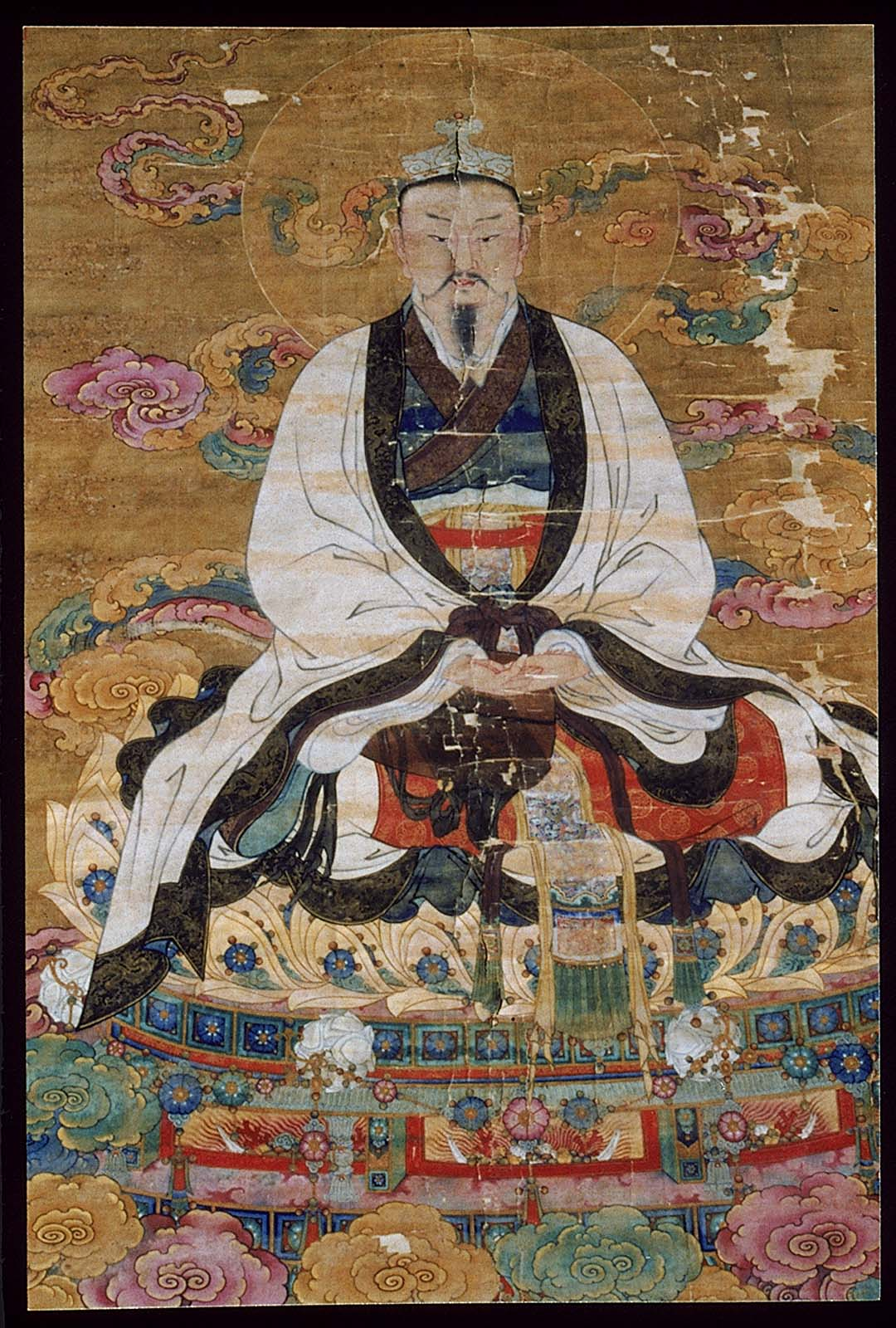
Pintura do Imperador de Jade, da Dinastia Ming.

Há diversas histórias na mitologia chinesa envolvendo o Imperador de Jade.

### Origem
Dizia-se que o Imperador de Jade era, originalmente, o príncipe real do reino da Pura Felicidade e das Majestosas Luzes e Ornamentos Celestes. Na ocasião de seu aniversário, ele emitia uma radiante luz que iluminava todo o reino. Quando jovem, ele era amável, inteligente e sábio. Devotou sua inteira infância para ajudar os necessitados (os pobres e sofredores, os excluídos e abandonados, famintos e inválidos). Ademais, mostrou respeito e benevolência tanto por homens quanto por criaturas.
Após a morte de seu pai, ele ascende ao trono e se certifica de que todos no reino encontrem a paz e o contentamento. Depois, revela, a seus ministros, que deseja cultivar o tao no Brilhante e Perfumado Desfiladeiro. Depois de 1 550 kalpas (cada kalpa com a duração de 129 600 anos), ele alcança a Imortalidade de Ouro. Após centenas de milhões de anos de dedicação, ele finalmente se torna o Imperador de Jade.

### Derrotando o mal
Há uma pequena fábula conhecida explicando como o Imperador de Jade se tornou monarca de todas as deidades do céu. É uma das poucas fábulas em que ele realmente mostra seu poder.
No começo dos tempos, a Terra era um local severamente difícil de se viver. Os homens tinha grande dificuldade em manter sua existência, além das condições, toda sorte de atos monstruosos. Nessa época não havia tantos deuses ou deidades protegendo a humanidade e diversos demônio poderosos desafiavam os imortais nos céus. O Imperador de Jade era na época um simples imortal que vagava pela Terra ajudando todos que podia. Mesmo assim, ele ficava triste pelo fato de seu poder ser limitado e conseguir apenas aliviar o sofrimento humano. Ele decide, então, isolar-se na caverna de uma montanha e cultivar seu Tao. Passam-se 3 200 provações, cada provação durando 3 milhões de anos (duração superior à idade da Terra para os astrônomos).
Infelizmente, uma poderosa entidade maligna - uma classe demoníaca que residia na Terra — tinha a ambição de conquistar os deuses e imortais no céu e proclamar sua soberania acima do inteiro universo. Ele também se retira em meditação assim como o Imperador, a fim de expandir seus poderes. Ele passou também por 3 000 provações com 3 milhões de anos cada e após sua última provação acreditava que ninguém mais podia derrota-lo. Ao retornar, recruta um exército de demônios com o propósito de atacar os céus.
Os imortais ficaram alertas acerca do perigo iminente e se prepararam para a batalha. Os deuses eram incapazes de deter o poderoso demônio, liderados pelos Três Puros todos haviam sido derrotados.
Felizmente, o Imperador conclui seu refinamento no meio desta batalha. Ele modifica a Terra tornando-a mais habitável para o homem e repeliu toda forma de bestas. De repente, ele percebe o aumento maligno emanando dos céus e percebe que algo está errado. Ao chegar, ele presencia a batalha, e percebe que o demônio é forte demais para ser contido por algum dos deuses presentes. Ele desafiou o demônio e uma batalha começou entre eles resultando em terremotos e grande reviravolta em rios e mares. Finalmente, o Imperador sai vitorioso graças a seu profundo e sábio refinamento, não do poder mas da benevolência. Depois de derrotar o poderoso demônio todos os outros foram dispersados pelos deuses e os imortais.
Por causa de suas nobres e benevolentes qualidades, os deuses, imortais e toda humanidade proclamaram o Imperador de Jade soberano de tudo que há.

### Criação
De acordo com a mitologia da criação chinesa, o mundo começou com wuji (無極), sendo que o Imperador de Jade era a cabeça do panteão, mas não era responsável pelo processo de criação.
De acordo com outra versão do mito da criação, o Imperador de Jade moldou os primeiros humanos do barro, mas ao deixar eles endurecendo ao sol, começou a chover, deformando alguns deles, assim explicando a origem da doença e das deficiências físicas (uma alternativa da mitologia chinesa mais comum sobre criação diz que os humanos eram pulgas de Pan Ku).
A história acima possui uma outra versão em que Nu Kua cria os humanos a partir da lama do Rio Amarelo. Estes se tornaram as pessoas ricas na Terra. Após ficar com preguiça, Nu Kua usa uma corda e a balança no ar. As gotas que caiam da corda se tornaram os humanos mais pobres.

### Na Jornada ao Oeste
Na popular novela de Wu Chengen, o Imperador de Jade aparece diversas vezes na história.

### A Princesa e o Vaqueiro
Em outra história, muito popular na Ásia e com muitas versões diferentes, o Imperador de Jade possui uma filha chamada Chih'nü (chinês tradicional: 織女; chinês simplificado: 织女; pinyin: zhī nǚ literalmente: garota tecelã). Ela muitas vezes é representada como a responsável pelas nuvens no céu, e em outras versões ela é uma costureira contratada pelo Imperador de Jade. Todos os dias Chih'nü descia a Terra com a ajuda de um robe mágico para se banhar. Um dia, um vaqueiro solitário chamado Niu Lang (chinês: 牛郎, pinyin: niú láng) avistou Chih'nü enquanto ela se banhava num lago. Niu Lang se apaixonou instantâneamente por ela e roubou seu robe mágico que ela deixou numa pedra, deixando-a incapaz de voltar ao Céu. Quando Chih'nü emergiu da água, Niu Lang a segurou e a levou de volta para sua casa.
Quando o Imperador de Jade ouviu isso, ele ficou furioso, mas incapaz de interceder, porque neste meio tempo sua filha se apaixonou e se casou com o vaqueiro. Conforme o tempo passou, Chih'nü sentiu muitas saudades e começou a sentir falta de seu pai. Um dia, ela encontrou uma caixa contendo seu robe mágico que seu marido havia escondido. Ela decidiu visitar seu pai de volta no Céu, mas quando retornou, o Imperador de Jade criou um rio que passava pelos céus (a Via-Láctea), que impediu Chih'nü de voltar para seu marido. O Imperador teve pena dos jovens amantes, e então uma vez por ano, no sétimo dia do sétimo mês do calendário lunar, ele permite que eles se encontrem numa ponte sobre o rio.
A história se refere a constelações no céu noturno. Chih'nü é a estrela Vega na constelação de Lyra, leste da Via Láctea, e Niu Lang é a estrela Altair na constelação de Aquila, oeste da Via Láctea. Durante o primeiro quarto de lua (7º dia) do sétimo mês lunar (aproximadamente agosto), as condições de luz no céu fazem a Via Láctea parecer menor, dando motivo para a história de que os dois amantes não estão mais separados neste dia em particular de cada ano.
O sétimo dia do Sétimo mês do calendário lunar é um feriado na China chamado Qi Xi, que é o dia para os jovens amantes como o Dia dos namorados nos países do ocidentais; No Japão, é chamado Tanabata (Dia da Estrela) e na Coreia é chamado Chilseok. Se chover no dia, é dito que Chih'Nü esta chorando por se reunir com seu marido.

### O zodíaco
Existem diversas estórias de como os doze animais do zodíaco chinês foram escolhidos. Num deles, o Imperador de Jade, apesar de mandar no Céu e na Terra com justiça e sabedoria por muitos anos, nunca teve tempo de visitar a Terra pessoalmente. Ele ficou curioso de como as criaturas se pareceriam. Então ele pediu a todos os animais que fossem visitá-lo no céu. O gato, sendo o mais bonito de todos os animais, pediu a seu amigo rato para acordá-lo no dia que fossem ao Céu para ele não dormir demais. O rato, entretanto, estava preocupado que ele pareceria feio comparado ao gato, então ele não acordou-o. Consequentemente, o gato perdeu a reunião com o Imperador de Jade, e foi substituído pelo coelho. O imperador de Jade estava satisfeito com os animais e resolveu dividir os anos entre eles. Quando o gato soube o que aconteceu, ele ficou furioso com o rato e por esse motivo, diz a lenda, que os ratos e os gatos são inimigos até hoje.

### Seu predecessor e sucessor
O Imperador de Jade era originalmente assistente do Mestre Divino da Origem Celestial, Yuanshi Tianzun. Yuanshi Tianzun é conhecido como o começo supremo, o Criador eterno e ilimitado do Céu e da Terra, que escolheu Yu Huang, o Imperador de Jade, como seu sucessor pessoal. O Imperador de Jade eventualmente será sucedido pelo Mestre Celestial da Alvorada de Jade da Porta Dourada. Imagens de ambos estão estampadas na frente dos braços de seu trono.

## Louvor e festivais

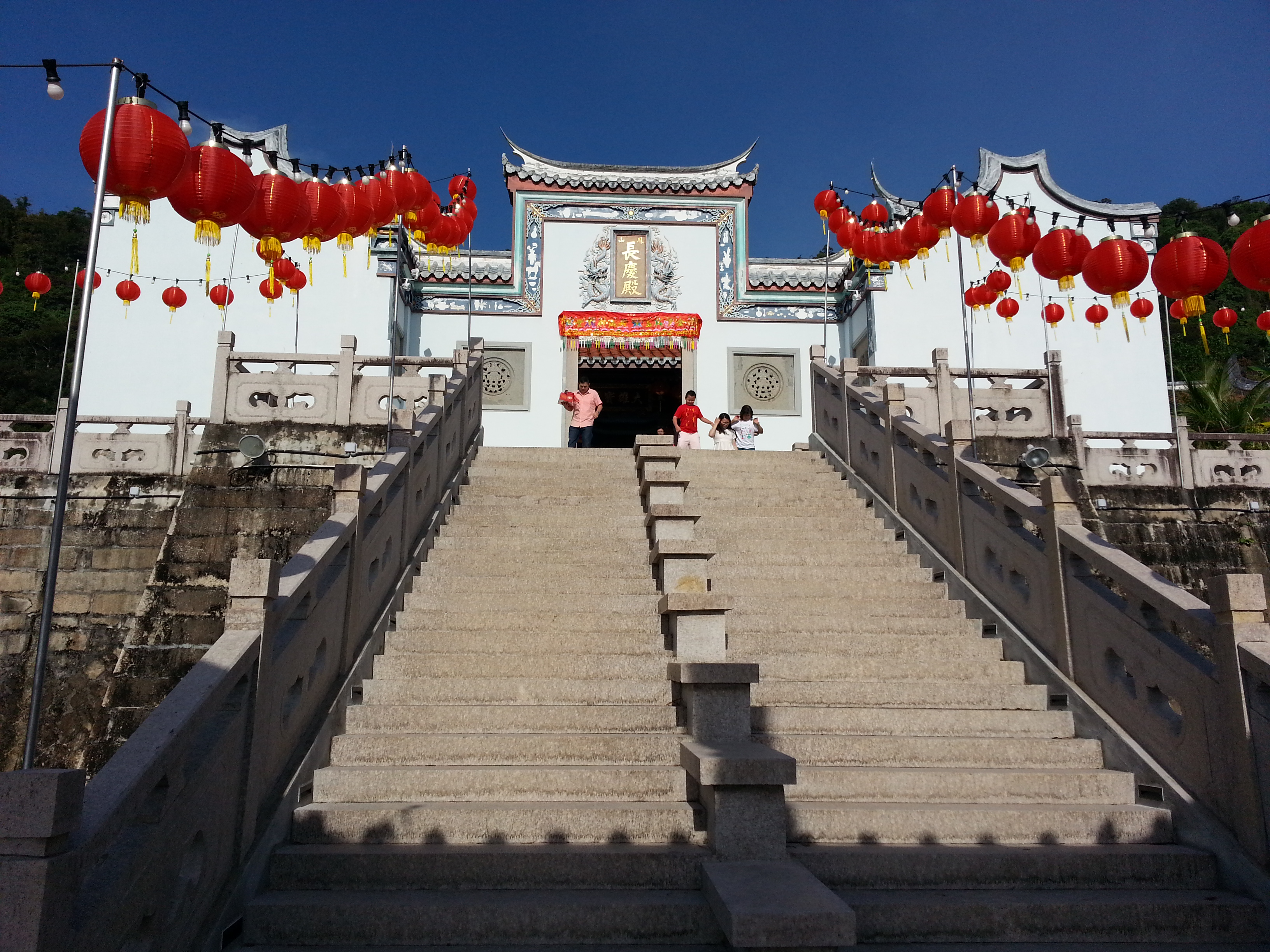
Templo Thean Kong Thnuah, em Air Itam, Malásia, construído em homenagem ao Imperador de Jade.

O aniversário do Imperador de Jade é aproximadamente o nono dia do primeiro mês lunar. Neste dia, templos taoistas fazem um ritual para o imperador (拜天公, bài tiān gōng, literalmente "louvor aos céus") no qual sacerdotes e fiéis prosternam-se, queimam incensos e fazem oferendas de comida.
O ano-novo chinês é também um dia de louvor e diz-se que é quando o Imperador de Jade faz sua inspeção dos negócios dos mortais e presenteia ou pune-os de acordo com a inspeção. Neste dia, é queimado incenso nas casas e oferendas são feitas para o Imperador de Jade e também para Zao Jun, o deus da cozinha, que faz o relatório de cada família para o imperador.
Há um templo do Imperador de Jade em Kung Ngam, em Hong Kong, chamado Yuk Wong Po Tin (玉皇寶殿 Yu Huang Bao Dian). No meio do século XIX, pessoas de Huizhou e Chaozhou mineravam pedras da colina para o desenvolvimento da área central urbana. Eles estabeleceram uma capela para louvar Yuk Wong. No começo do século XX, a capela se desenvolveu em um pequeno templo, e foi renovada várias vezes. A última renovação foi em 1992.

## Na cultura popular
- Na série de televisão "Stargate SG-1", o Goa'ulds lorde de sistemas Yu é presumidamente baseado no imperador de jade, apesar de Lorde Yu supostamente ter sido causador do mito em questão, ou simplesmente pegou a ideia de outro deus (como é o caso de vários outros Goa'uld, que imitam Deuses Egípcios.
- Akito Sohma, o antagonista do anime e manga "Fruits Basket", é baseado no Imperador de Jade.
- No mangá "Fushigi Yugi", a identidade de Tai-Yi-Jun (também conhecido como Tai Itsuken), o oráculo que criou o universo dos quatro deuses eventualmente mostrou-se o Imperador de Jade.
- No filme de 2008 "O Reino Proibido", o Imperador de Jade era um dos personagens menores.
- Em Dragonball, série de animes e mangás, o personagem Kami-Sama é baseado no imperador de Jade, por isso ele é verde, cor de Jade.

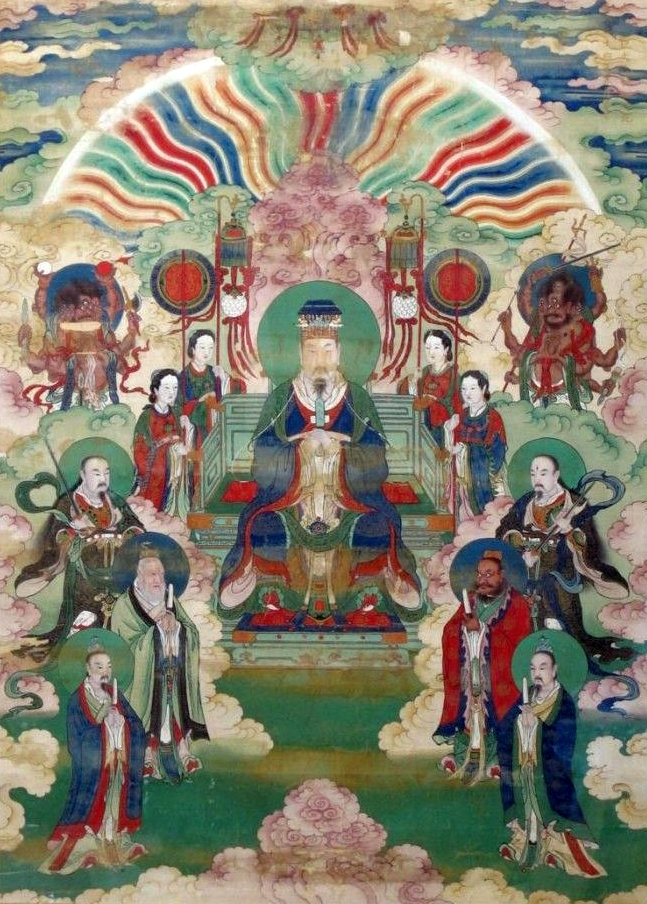
Pintura chinesa em seda retratando o Imperador de Jade e os Reis Celestiais

Em God of High School ele um dos antagonistas da série  